# Isidro López-Aparicio
Isidro López-Aparicio Pérez (iLA) (Santisteban del Puerto, 1967) es un artista, catedrático universitario y comisario español.

## Biografía
Su obra artística se desarrolla en los ámbitos de las artes plásticas y visuales, la instalación y el arte de acción. Es doctor en bellas artes, trabaja en la Universidad de Granada, donde es director del grupo de investigación de HUM654  "Creación, Edición y Conservación de la Imagen".[cita requerida] y en el Instituto universitario de Investigación de la Paz y los Conflictos
Continuó su formación profesional en diferentes instituciones como la Accademia Raffaello, Centro Didattico Internationale Artístico Culturale,Urbino (Italia), The Open International University (EU), Universidad de Granada, entre otras. 
En el año 2018, en el documental Latidos de minas, presenta su invento llamado Free Paths Maker, el cual es un artefacto que explota minas antipersonales.
Ha publicado libros, el último de ellos, Arte político y compromiso social: El arte como transformación creativa de conflictos, plantea muchas de las cuestiones que rodean tanto su carrera artística en el ámbito del compromiso social como las de otros artistas.

## Trayectoria
En su trayectoria como docente ha dirigido tesis doctorales entre las que se destacan la de la socióloga Vanesa Cejudo Mejías, en el año 2016, la de los artistas Isidoro Valcárcel Medina, en el año 2017 y Luis Camnitzer, en el año 2019.
Ha participado en ferias internacionales, como ARTifariti con “Rutas y Mapeado”, Pingyao International Photography Festival PIP, Alejandría Art Book Biennale, ARCO,Purificación García Photo Biennal,Athens Video Art Festivaly Documenta (13).
Su experiencia artista le ha llevado a asumir las responsabilidades de presidente de Honor del Fine Art European Forum y de la ejecutiva de la European League of Institutes of Art. Ha sido miembro del comité científico del Journal of Art Research y Vicepresidente de la Unión de Artistas Visuales de Andalucía, presidente de la Unión de Asociaciones de Artistas Visuales de España, refundada como UNIóN_AC, representante en laInternational Art Association Europe y portavoz de la Mesa Sectorial de Arte Contemporáneo de España. 
Sus inventos están registrados en la Oficina Española de Patentes y Marcas, los más destacados son "Proceso de impresión de estampas con relieves" número de solicitud P200400014, "Procedimiento para la creación de estructuras de hielo"  número de solicitud  P200702025 y "Palimpsesto - Memorias" número de solicitud 202199902354534.

## Premios
Ha recibido el premio Extraordinario de Doctorado en Bellas Artes (1995) de la Universidad de Granada y el premio la Granada Coronada de la Diputación de Granada.

## Exposiciones destacadas
- 2009 - Tate Britain, The 28th State: European Borders in an Age of Anxiety - Conceptual installation performance with Emilia Telese.[10]

'Arco de Viento' el símbolo de la convivencia del Arte Contemporáneo con la tradición. Es la obra de Isidro López-Aparicio, artista de marcado carácter político y social, que reflexiona sobre la futilidad de lo que nos rodea y condiciona.

- 'Arco de Viento' el símbolo de la convivencia del Arte Contemporáneo con la tradición. Es la obra de Isidro López-Aparicio, artista de marcado carácter político y social, que reflexiona sobre la futilidad de lo que nos rodea y condiciona.2011 - GAM, Galleria d´Arte Moderna di Palermo, Cantieri Culturali Alla Zisa, Palermo, Italia - Invertiti, imparando come relazionarsi.[11]
- 2013 - Twin Gallery, Madrid - Invertidos, aprendiendo a relacionarse.
- 2014 - Palacio de La Madraza, Granada - Memorias. Sobre la utilidad de los objetos.[12]
- 2015 - Galería Paz y Comedias, València - Sobre el como y el cuanto.[13]

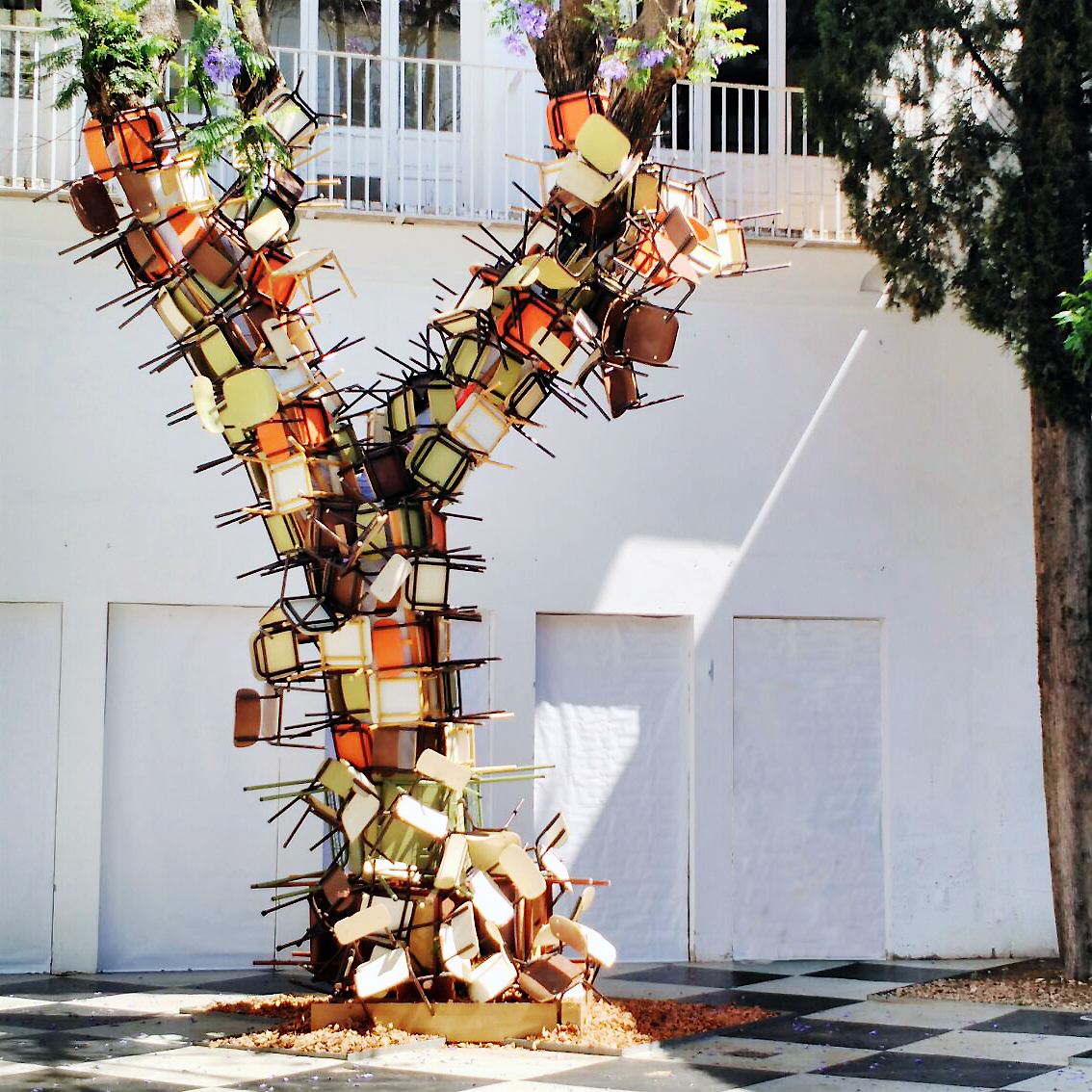
Cuidar, educar, proteger

- Cuidar, educar, proteger2016 - Artium - Isidro López-Aparicio. La memoria de los objetos. Praxis.
- 2017 - Centre Pompidou Málaga - Hors Pistes, Travesías Marítimas[14]
- 2017 - MUSAC (León) - Provincia 53. Arte, territorio y descolonización del Sáhara, exposición colectiva. Participación con la obra Free Paths Maker.
- 2018 - Darat al Funun (Jordania) - Mapping Zaatari: paths of everyday life. Exposición 30 aniversario del campo de refugiados.
- 2018 - Pazo de Tor (Orense) - Estuches de paradojas. Banda de arte contemporáneo. Comisariado de exposición con obras de Isidoro Valcárcel, Concha Jerez, José Iges, Esther Ferrer, Juan Luis Moraza, Bene Bergado e Isidro López-Aparicio.[15]
- 2018-2019- Galería Isabel Hurley (Málaga) - Between balance and reflexion.[16]
- 2021 - National Jordan Gallery of Fine Arts, Amman, Jordania. Don’t Shoot. Image Festival. Curator Linda Award.[17]
- 2022 - Museo Lázaro Galdiano, Ministerio de Cultura y Deportes de España, Promoción cultural. Germinar sin fin.[18]
- 2024 - Centro de Cultura Contemporáneo La Térmica. Misericordia. Diputación de Málaga.[19]
- 2024 - La LAU en la NAU. Compartiendo cultura desde la escucha. Centre Cultural de la Universitat de València LA NAU.[20]